# Samsung Galaxy A7 (2017)
Samsung Galaxy A7 2017 é um smartphone avançado com sistema Android da família Galaxy produzido pela Samsung Electronics.
Lançado em janeiro de 2017, junto com os outros modelos da série J 2017: Galaxy A3 2017 e Galaxy A5 2017. Sendo o primeiro lançamento após a descontinuação do Galaxy Note em outubro de 2016.

## Especificações

### Hardware
Modelo
Exynos: Exynos 7880
Armazenamento interno: 32 ou 64 GB, expansível até 256 GB com cartão MicroSD
Memória RAM: 3 GB
Bateria: não removível de 3600mAh
Processador
Exynos: Samsung Exynos 7 Octacore 528 MHz 7880 Cortex-A53 64 Bit
GPU
Modelo Qualcomm: Adreno 130 
Memória RAM:128 MB
Tela
Tipo:
Capacitiva Super AMOLED 3D com Gorilla Glass 4 e  IP68 (resistência à água).
Polegadas: 5.7
Resolução: 1080 x 1920 pixel
Densidade de pixels: 386 ppi
Semsibilidade: Capacitiva Multitoque
Cores: 16 milhões
Câmera
Principal: 16 Mp
Resolução: 4608 x 3456 pixel
Estabilização: Ótica e Digital com autofoco e foco manual Flash: tipo LED
Opções: HDR, Localização, detecção facial
Câmera Frontal: 16 Mp
Resolução da gravação: Full HD
FPS da gravação: 30 fps Vídeo
Câmera Frontal: Full HD, 30fps
Opções da Câmera Frontal: Flash LED

### Software
O A7 vem com o Android 6.0.1 com a interface Grace UX.